# Presidente del Consejo de Regencia
El presidente del Consejo de Regencia fue un cargo, dentro del ordenamiento jurídico de España, al que correspondía encabezar dicha institución, la cual estaba encargada de asumir, según el artículo tercero de la Ley de Sucesión en la Jefatura del Estado, los poderes del jefe del Estado en caso de vacancia. Este puesto correspondía, de acuerdo con la citada ley, al presidente de las Cortes Españolas, y no le daba ninguna prerrogativa específica.

## Antecedentes
En 1947, con la aprobación de la Ley de Sucesión en la Jefatura del Estado, Francisco Franco proclamó el Estado Español en forma de reino, tras dieciséis años de la abolición de la monarquía, se autoconfirmó como jefe del Estado y se encargó de elegir a quien le sucedería con el título de rey. La elección recayó en el príncipe Juan Carlos, nieto del último rey antes de la proclamación de la República, Alfonso XIII. Al príncipe y a su familia se le permitió regresar a España desde su exilio, y fue educado para su futuro papel institucional.

## Historia
En los años 60 para Franco comenzaron los primeros problemas de salud y esto lo llevó a preparar su sucesión. El 22 de julio de 1969 Franco proclamó oficialmente a Juan Carlos como su sucesor a título de rey. El 18 de julio de 1972 se publicó una nueva ley por la que se regulaban las normas de aplicación a las previsiones sucesorias. La ley en cuestión, en sus tres artículos, desarrollaba la Ley de Sucesión de 1947 y preveía que, tras la muerte del dictador, el Consejo de Regencia asumiría los poderes de la máxima autoridad del Estado hasta la proclamación de Juan Carlos como rey, por un periodo máximo de ocho días.

### Composición
Alejandro Rodríguez de Valcárcel (1917-1976) ocupó importantes cargos políticos en la España franquista desde el inicio de la dictadura. En el momento de la muerte de Franco era el presidente de las Cortes, por lo que automáticamente se convirtió en presidente del Consejo de Regencia, de acuerdo con el artículo tercero de la ley sucesoria. Según el citado artículo, el Consejo estaba formado, además de por Rodríguez de Valcárcel, por Pedro Cantero Cuadrado (1902-1978), arzobispo de la Iglesia católica, como prelado de mayor dignidad y antigüedad, y por el exaviador Ángel Salas Larrazábal (1906-1994), como el general de mayor graduación y antigüedad.

### La muerte de Franco
El 20 de noviembre de 1975, después de varios días en coma, Francisco Franco Bahamonde murió y Alejandro Rodríguez de Valcárcel se convirtió en presidente del Consejo de Regencia. La cuestión principal durante la regencia fue la proclamación del príncipe Juan Carlos como rey, por lo que fue solo un corto período de transición que no tuvo consecuencias particulares en las políticas del país.

### La proclamación del rey Juan Carlos I
La regencia duró solo dos días, ya que el 22 de noviembre de 1975 Juan Carlos fue proclamado rey y Alejandro Rodríguez de Valcárcel, así como los otros dos consejeros, cesaron en sus funciones como jefes de Estado, asumiendo sus poderes el nuevo monarca.